# Neotinea lactea
Neotinea lactea är en orkidéart som först beskrevs av Jean Louis Marie Poiret, och fick sitt nu gällande namn av R.M.Bateman, Pridgeon och Mark W. Chase. Neotinea lactea ingår i släktet tätnycklar, och familjen orkidéer. Inga underarter finns listade i Catalogue of Life.

## Bildgalleri

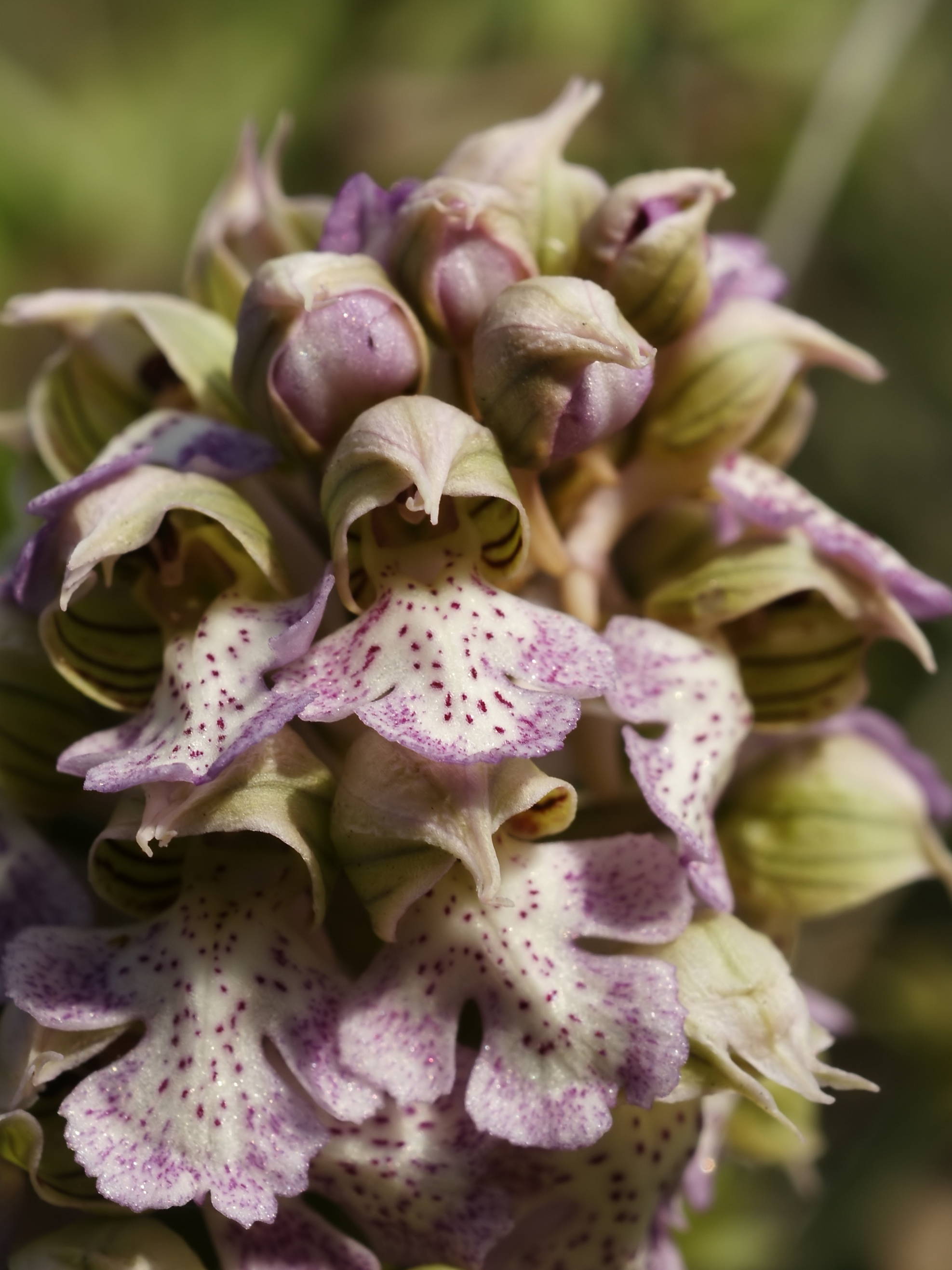
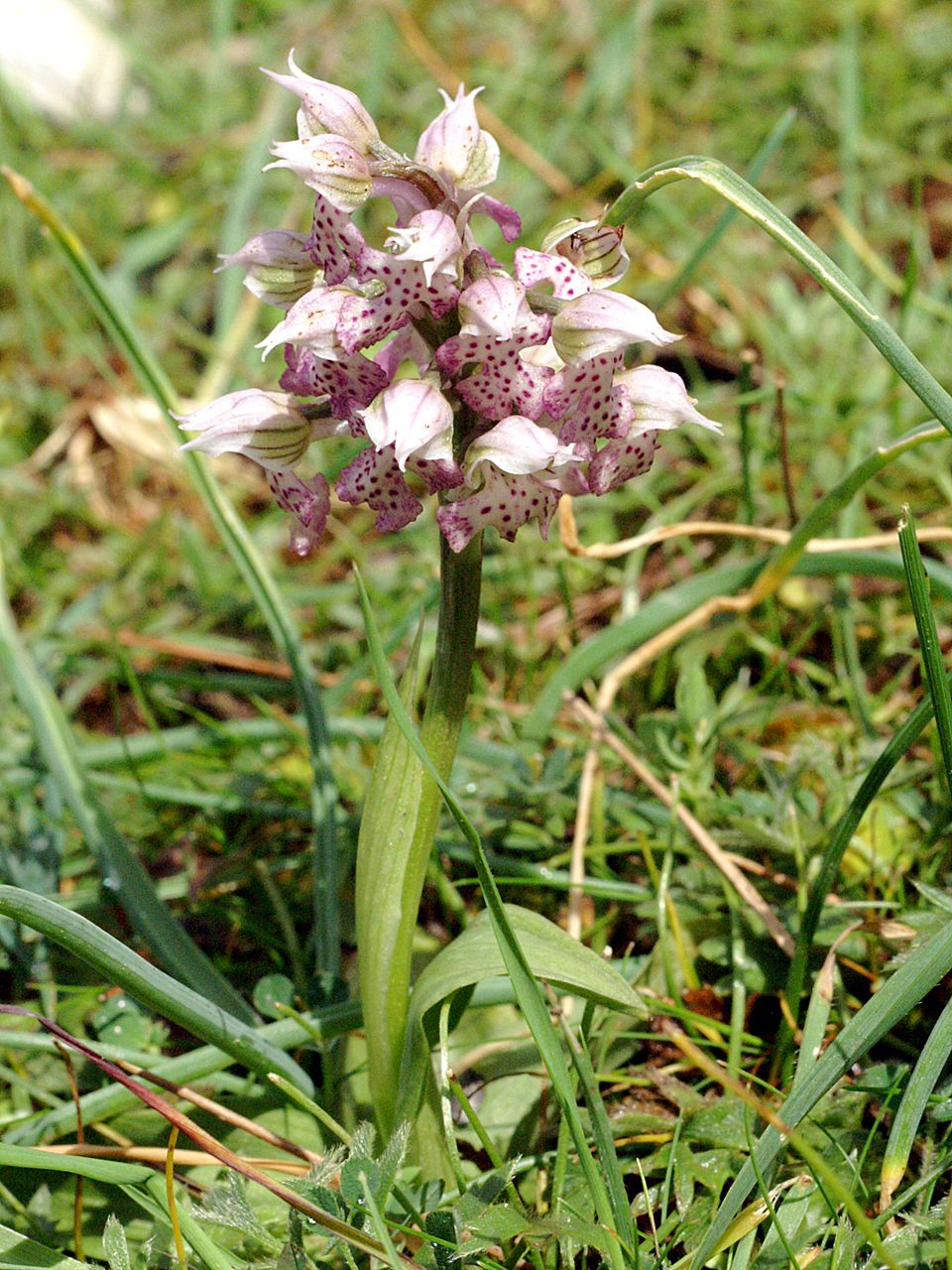
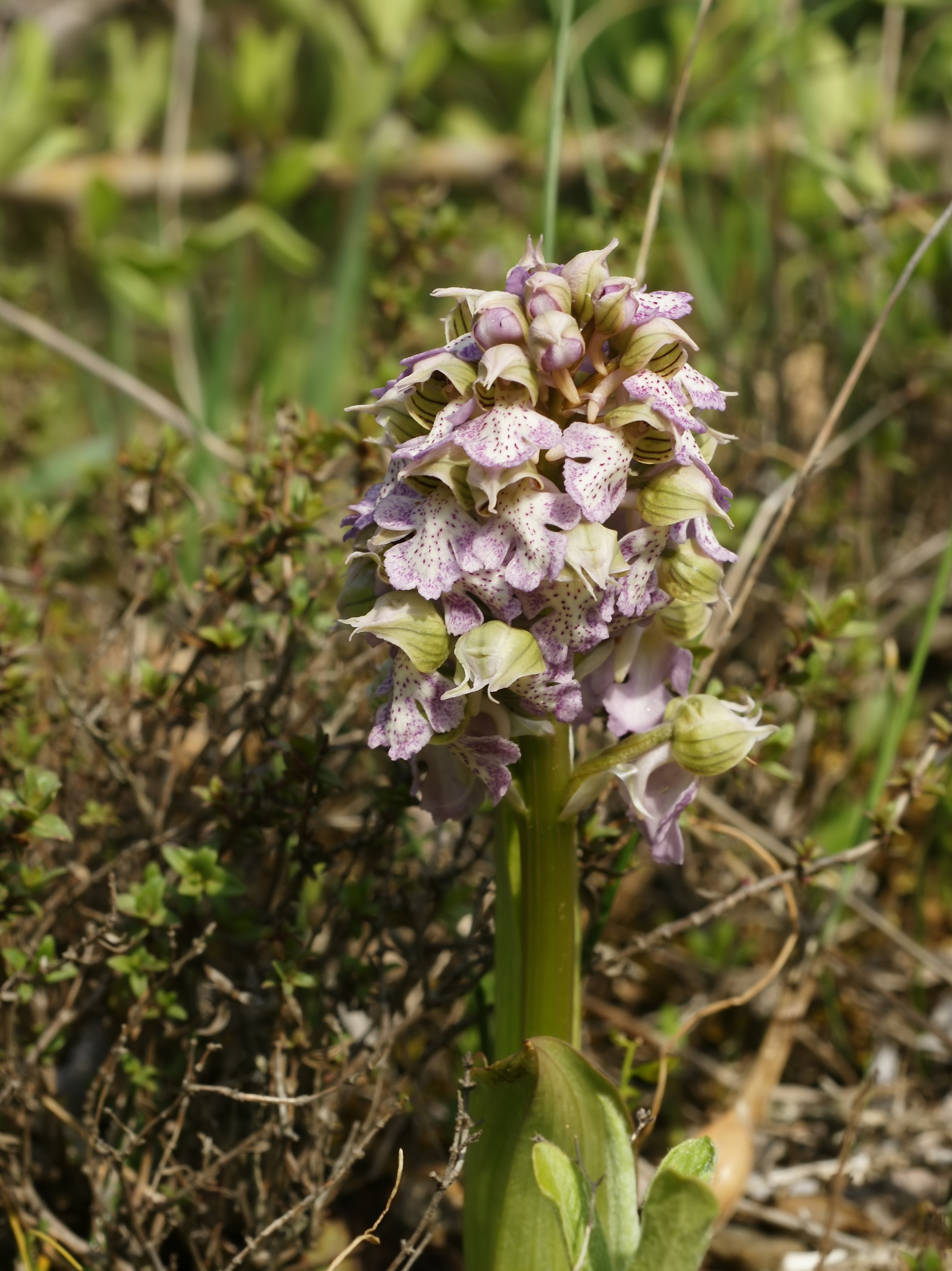
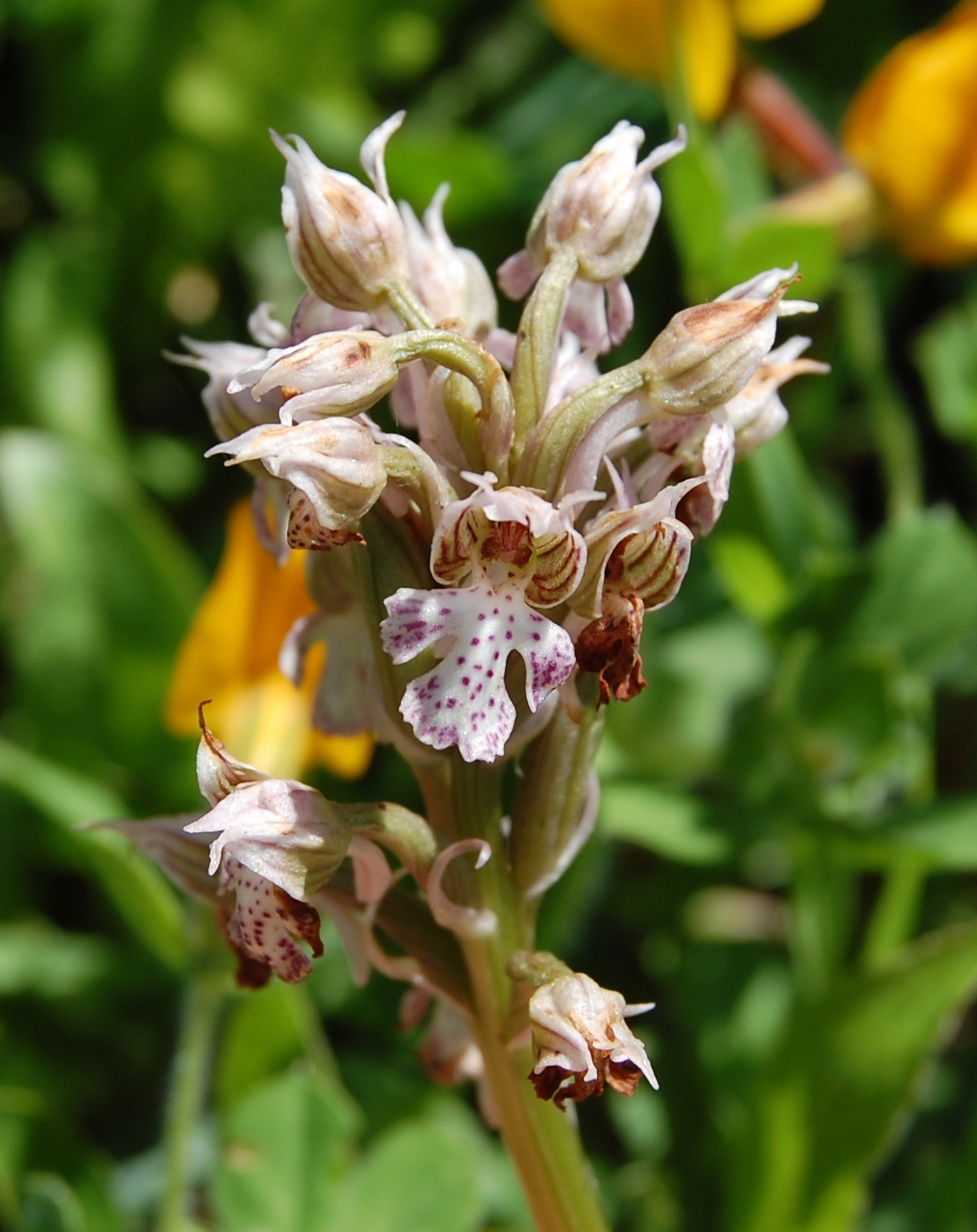
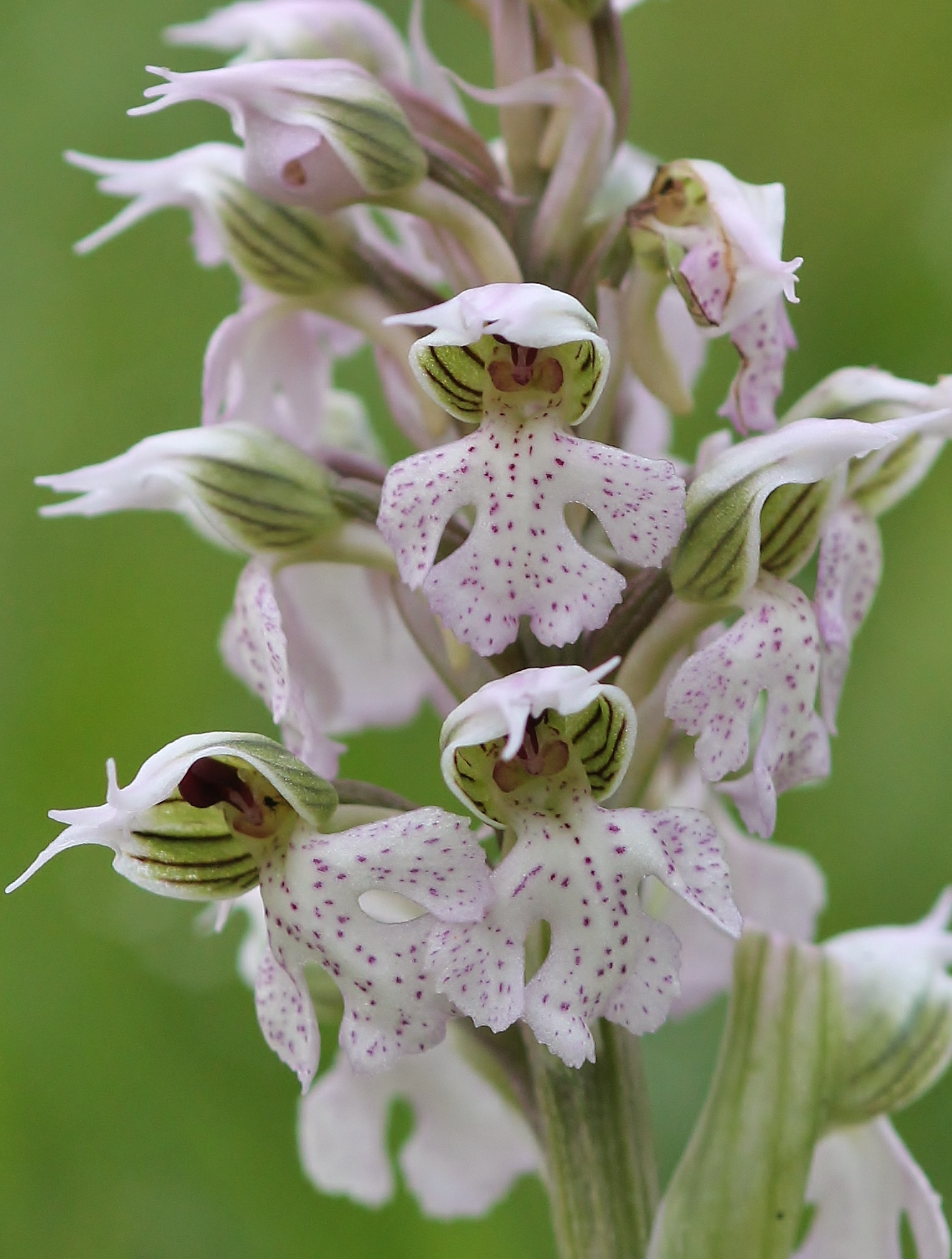
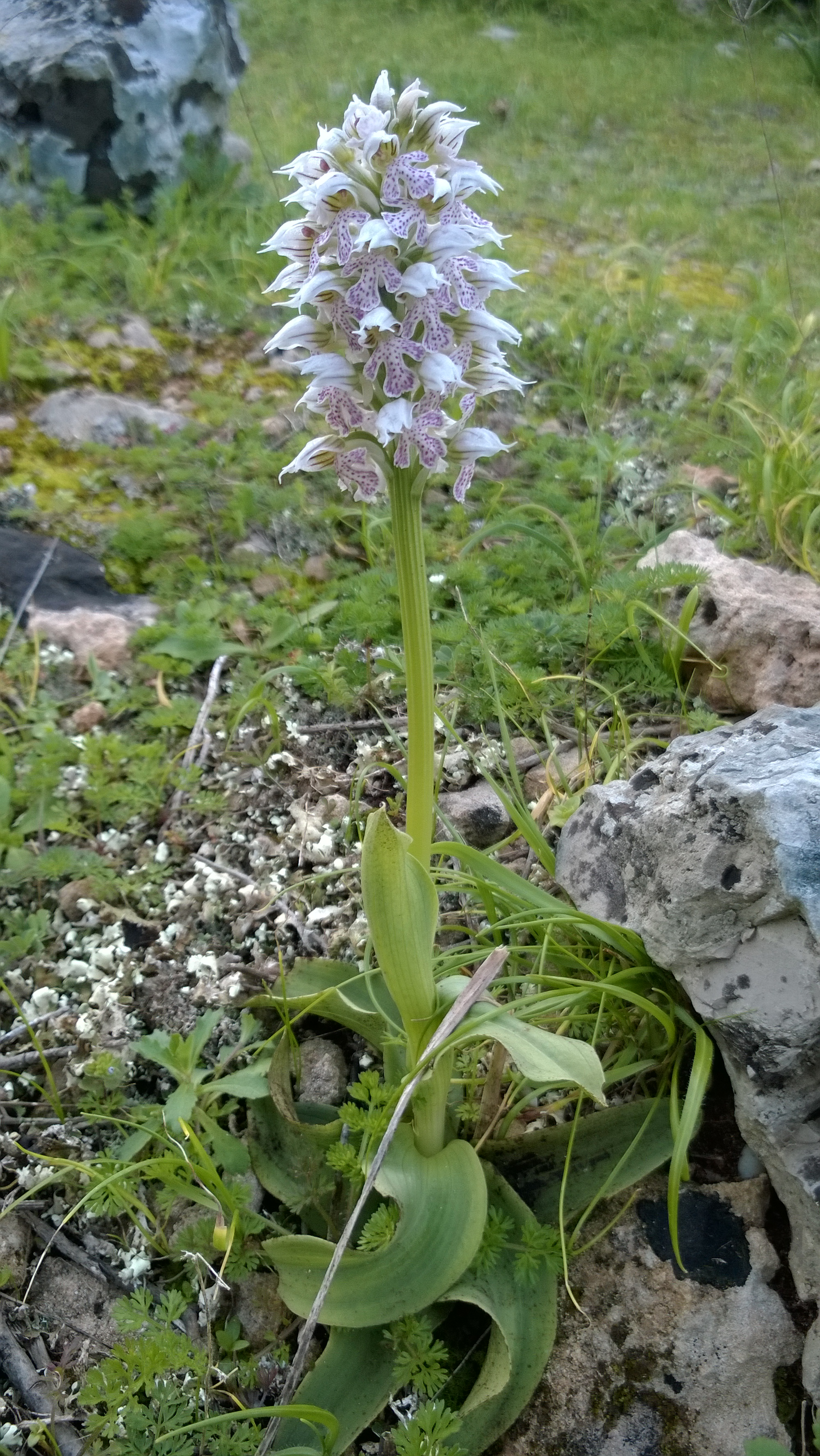